# Адаменко, Иван Диомидович
Ива́н Диоми́дович Ада́менко (13 ноября 1923 — 16 октября 1944) — участник Великой Отечественной войны, помощник командира взвода 309-го гвардейского стрелкового полка 109-й гвардейской стрелковой дивизии 46-й армии 2-го Украинского фронта, Герой Советского Союза (1945), гвардии старший сержант.

## Биография
Иван Диомидович Адаменко родился 13 ноября 1923 года на хуторе Осенний ныне Кущёвского района Краснодарского края в семье крестьянина. Окончив начальную школу, работал в колхозе.
В армию призван с октября 1941 года. На фронте с декабря 1941 года.

## Подвиг
16 октября 1944 года помощник командира взвода 309-го гвардейского стрелкового полка (109-я гвардейская стрелковая дивизия, 46-я армия, 2-й Украинский фронт) гвардии старший сержант Адаменко, действуя в составе роты в районе села Винча на подступах к городу Белград (Югославия), участвовал в отражении двух контратак противника. Видя, что два пулемёта врага не дают подняться бойцам, отважный воин гранатой уничтожил один из них и, исчерпав все возможности, закрыл амбразуру второго своим телом. Путь для продвижения роты был открыт.
Звание Героя Советского Союза присвоено 24 марта 1945 года посмертно. Похоронен на кладбище посёлка Ритопек (Сербия). .

## Награды
- Медаль «Золотая Звезда» Героя Советского Союза
- Орден Ленина
- Орден Славы III степени

## Память

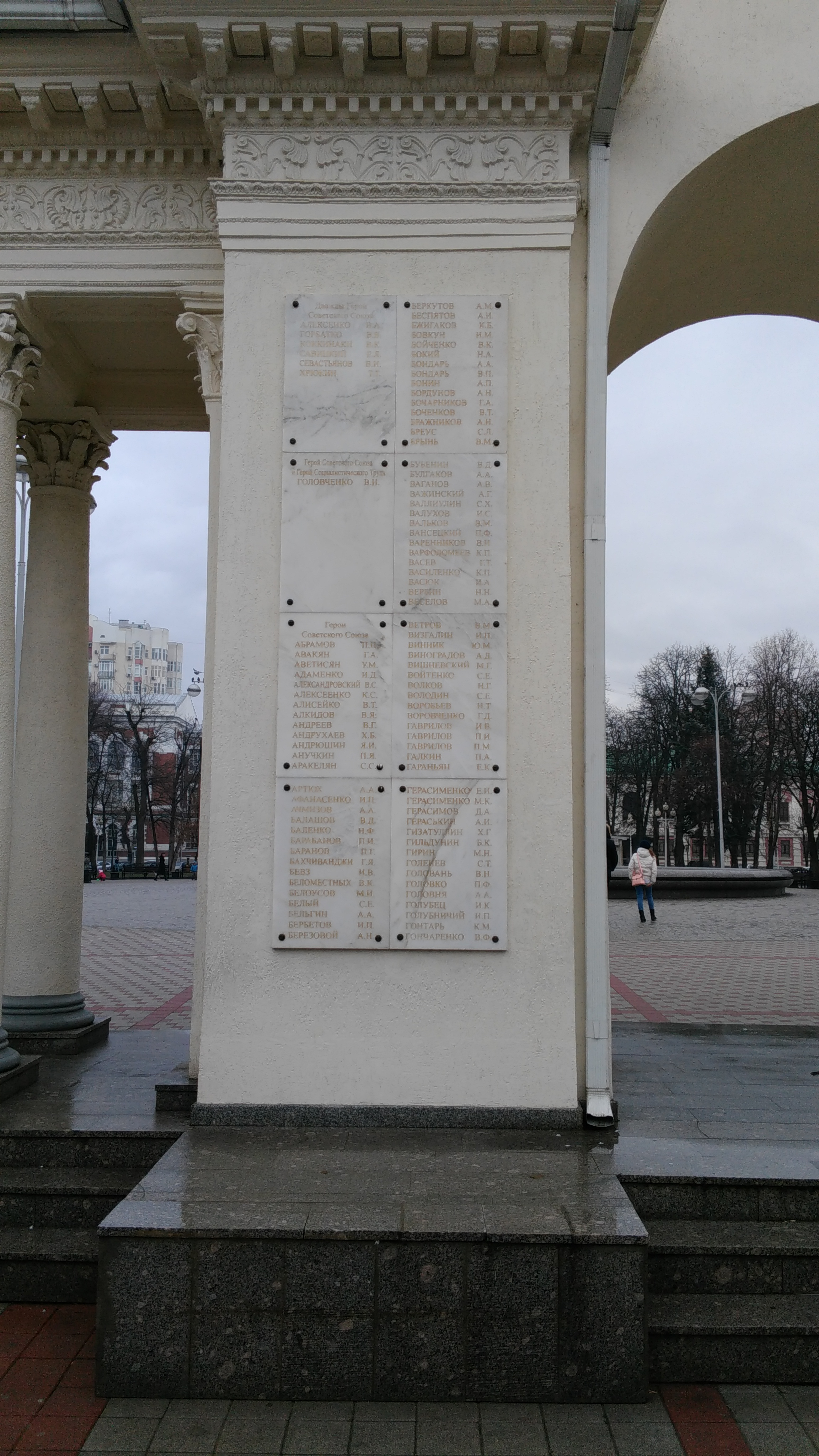
Имя Героя на мемориальной арке в Краснодаре (А-Г)

- Имя Героя увековечено на мемориальной арке в Краснодаре.
- Имя Героя высечено золотыми буквами в зале Славы Центрального музея Великой Отечественной войны в Парке Победы города Москвы.
- Имя Героя было занесено в списки бригады шофёров колхоза имени Жданова Кущёвского района Краснодарского края.
- В 2000 году в честь Ивана Адаменко была названа улица в селе Ильинском Кущёвского района Краснодарского края.[4] В 2015 году его имя было присвоено МБОУ СОШ № 3 в том же селе.[5]